# Мергалим
Мергали́м (каз. Мерғалым) — село у складі Аккулинського району Павлодарської області Казахстану. Входить до складу Майкарагайського сільського округу.
Населення — 444 особи (2021; 508 у 2009, 542 у 1999, 687 у 1989).
Національний склад станом на 1989 рік:
- казахи — 100 %

До 2005 року село називалось Корт.